# Île-de-Batz

Île-de-Batz este o comună în departamentul Finistère, Franța. În 1 ianuarie 2022 avea o populație de 457 de locuitori.